# حمری (استان غلیزان)
حمری (به عربی: حمری) یک شهرداری در الجزایر است که در استان غلیزان واقع شده‌است.